# 向小鸟布道
《向小鸟布道》（Predica agli uccelli）是乔托的一幅湿壁画，位于亚西西的圣方济各上层圣殿内，是《圣方济各生平组画》二十八幅中的第十五幅，绘制于1295-1299年，其尺寸为270 x 200厘米，比其他画幅为大，因为它位于反立面上（另一幅是《泉水的奇迹》）。
画中描绘圣方济各在从坎纳拉前往贝瓦尼亚的途中，向许多鸟类布道；小鸟兴高采烈，伸展脖子和翅膀，在得到祝福以后飞走。在路上等待他的修士目瞪口呆地看着这一幕。